# Station Coutances
Station Coutances is een spoorwegstation in de Franse gemeente Coutances.